# 足滝駅
足滝駅（あしだきえき）は、新潟県中魚沼郡津南町大字上郷寺石にある、東日本旅客鉄道（JR東日本）飯山線の駅である。
飯山線においては、新潟県内で最も西にある駅であり、2010年（平成22年）4月1日付けで、当駅から越後川口駅までの区間は、新潟支社のエリアとなった。

## 歴史
1937年（昭和12年）- 1944年（昭和19年）まで信濃川発電所建設工事のため設置され、飯山線国有化時に一旦廃止された。その後、地元住民や村議の要望により、高校通学の便宜を図るため、請願駅として再開業した。

### 年表
- 1937年（昭和12年）4月1日：臨時停車場として開業[2][3]。
- 1944年（昭和19年）6月1日：廃止[2][3]。
- 1960年（昭和35年）7月15日：駅として再開業[1][3][5]。旅客のみ取り扱う駅員無配置駅[6]。
- 1987年（昭和62年）4月1日：国鉄分割民営化により、東日本旅客鉄道の駅となる[7]。

## 駅構造
越後川口方面に向かって左側にある単式ホーム1面1線を有する地上駅である。駅舎はなく、ホーム上に待合所が設置されている。トイレの設置はない。
十日町駅管理の無人駅。

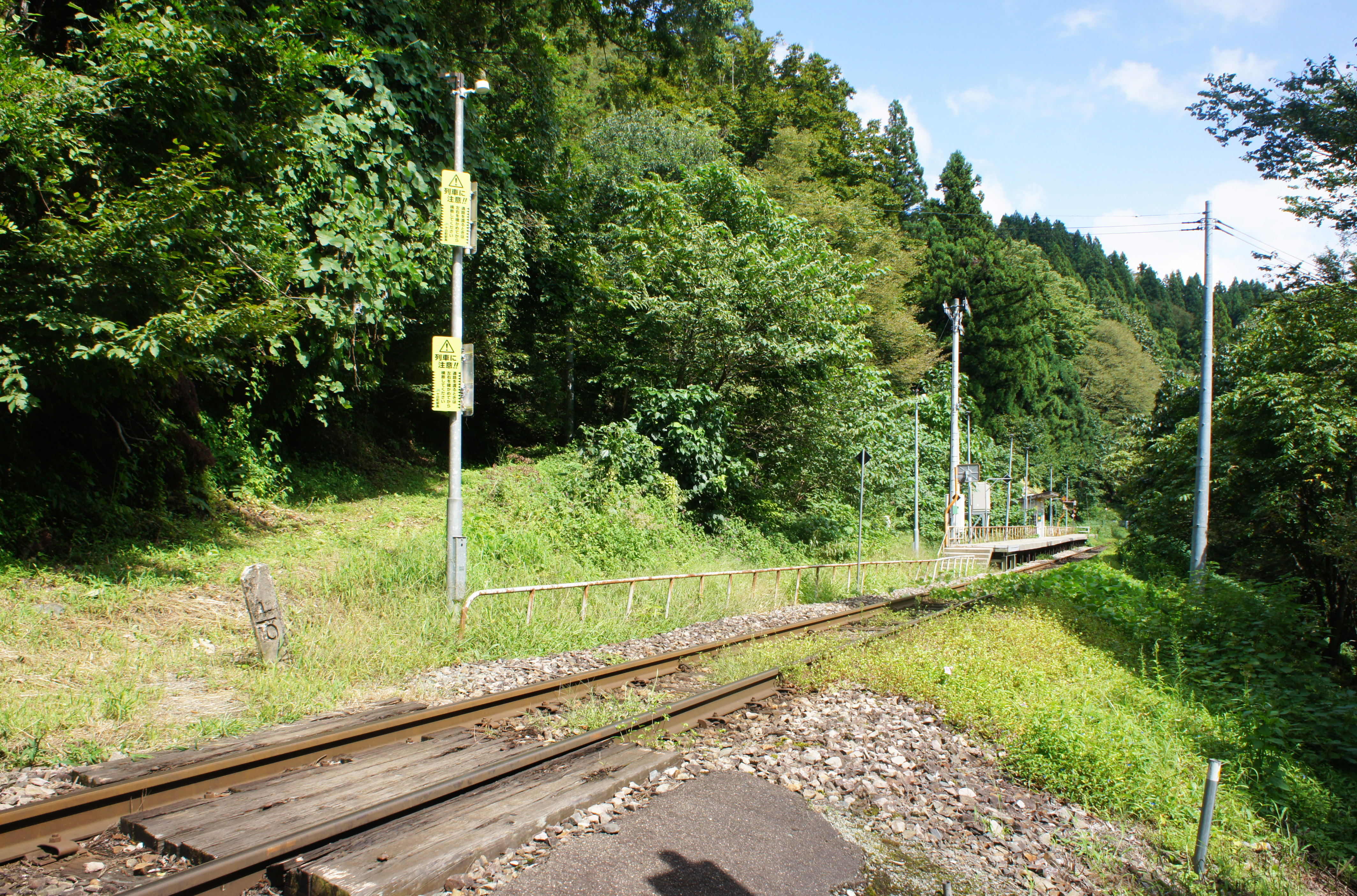
駅遠景（2021年9月）
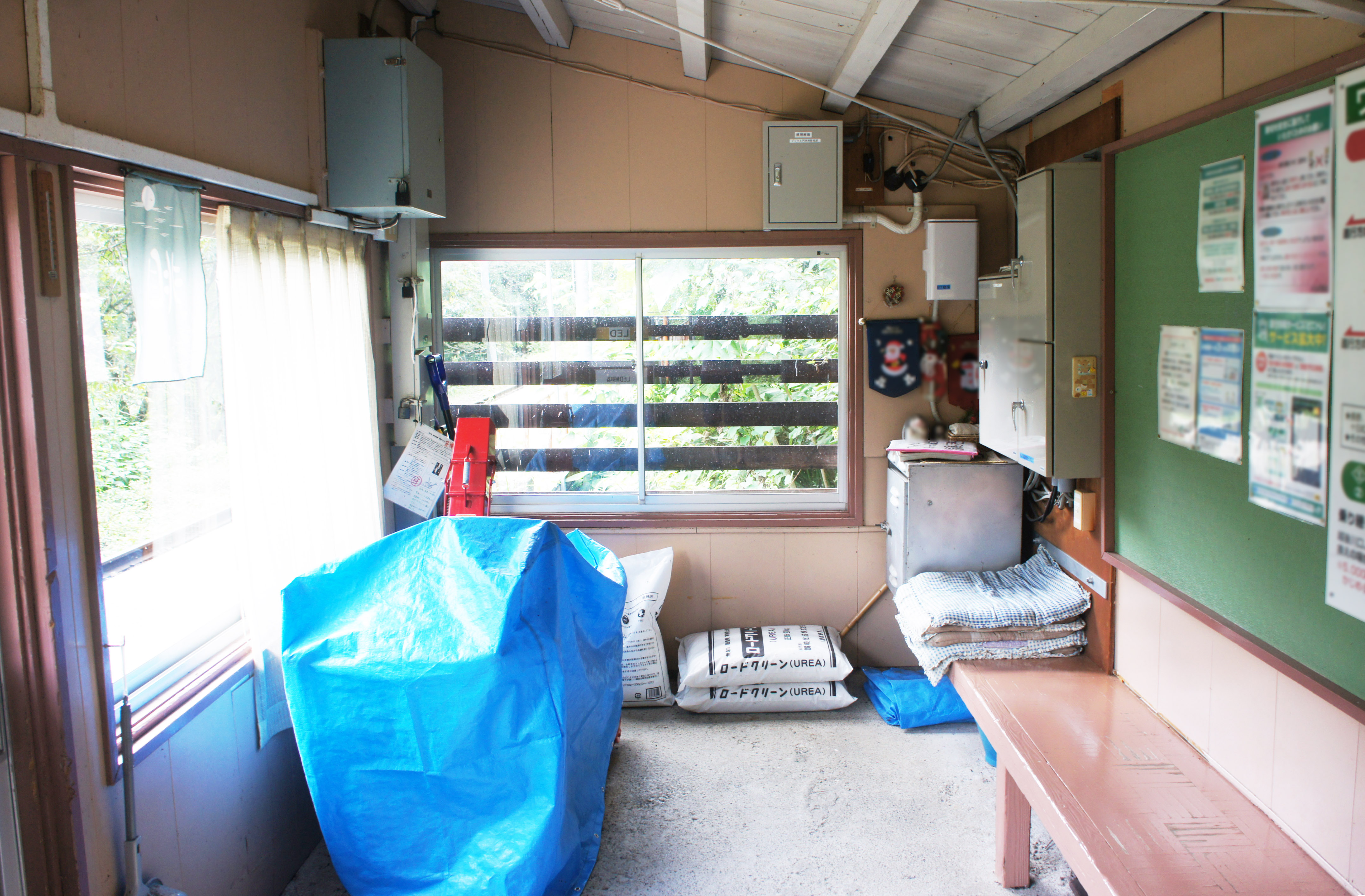
待合室内（2021年9月）
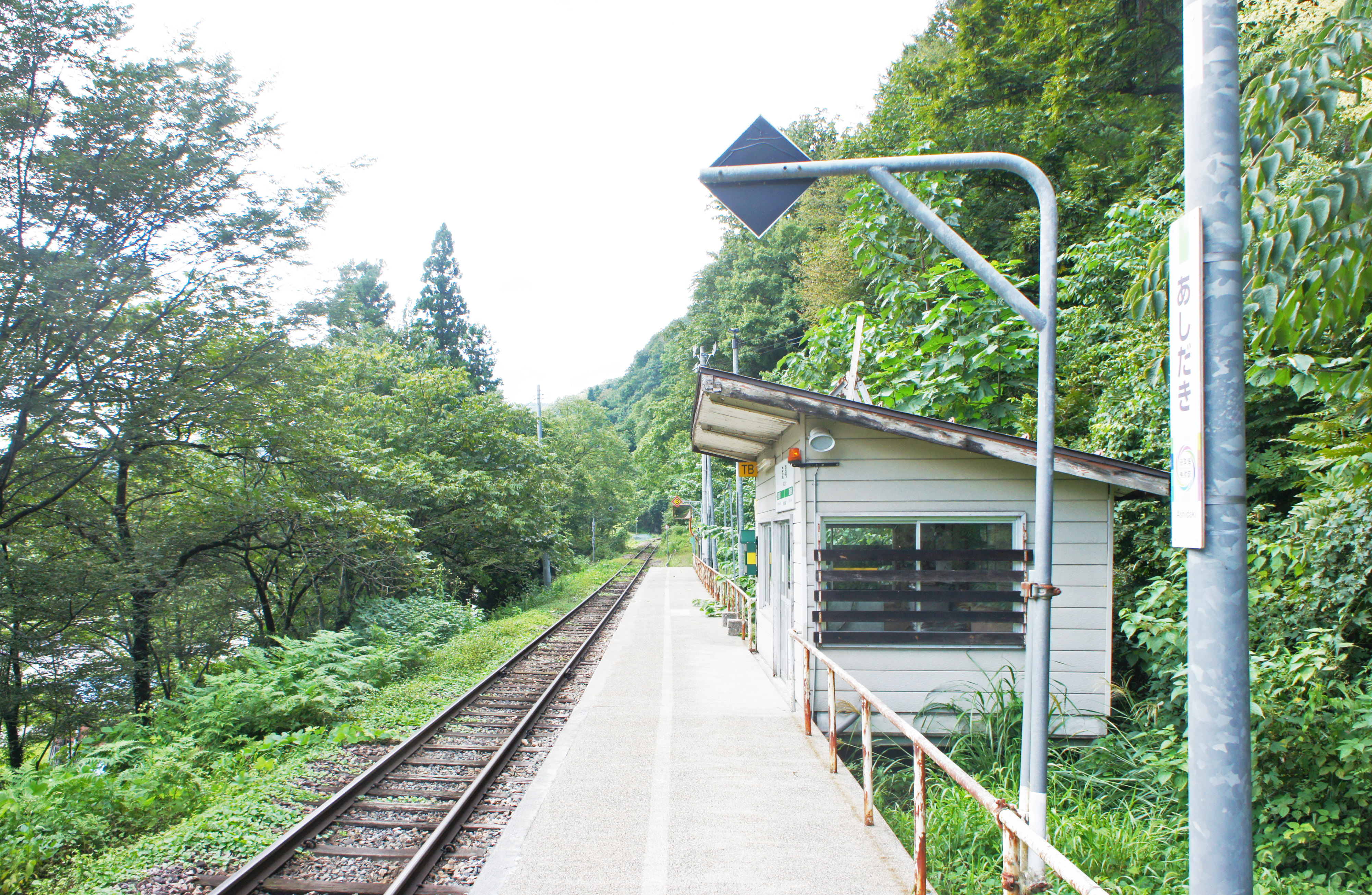
ホーム（2021年9月）

## 駅周辺

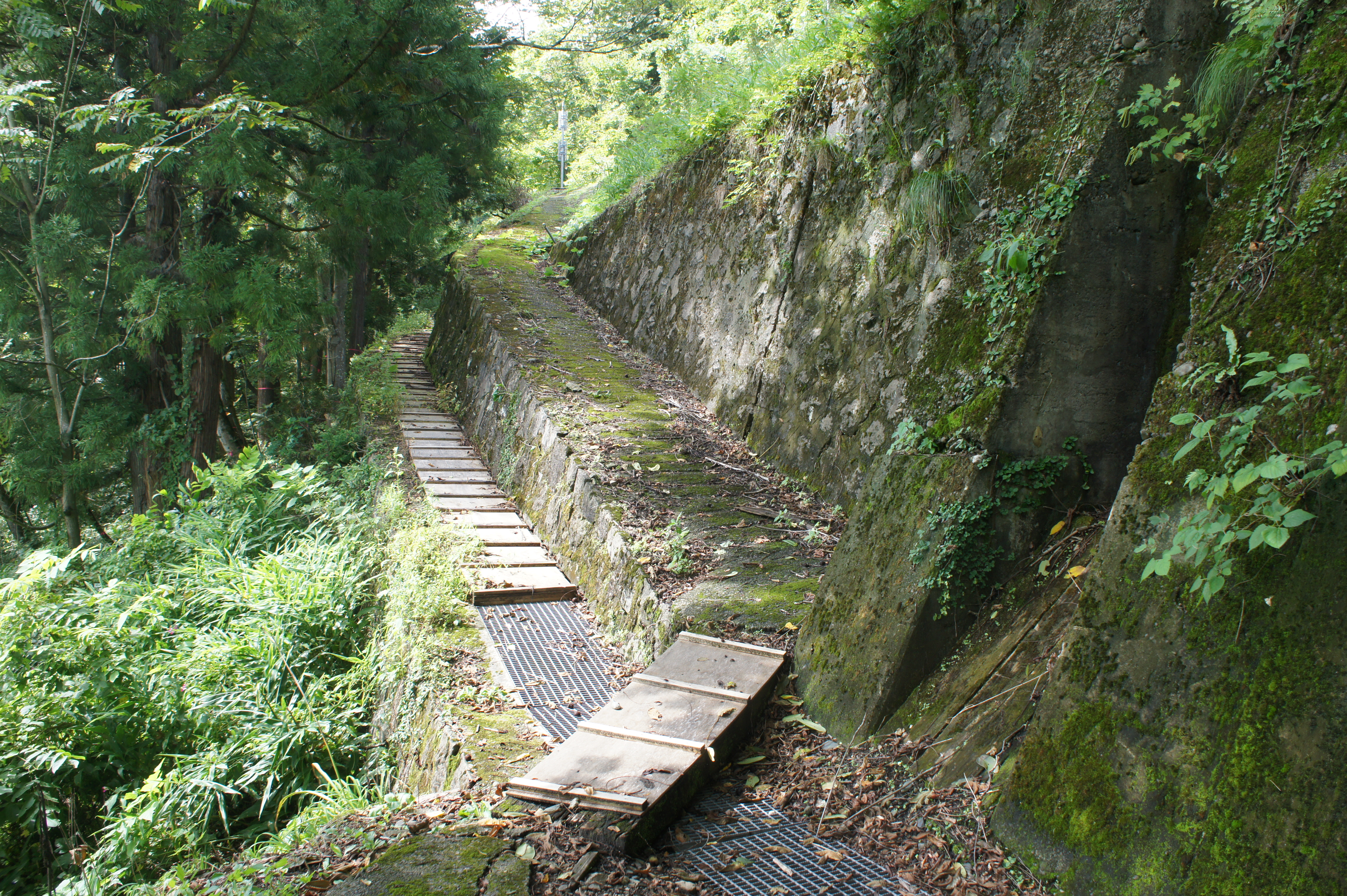
駅周辺（2021年9月）

駅の南側に集落が広がる。駅は斜面の途中に設置されており、集落から坂道を少し上がった場所に駅がある。
- 新潟県道49号小千谷十日町津南線
- 信濃川[1]

## 隣の駅
東日本旅客鉄道（JR東日本）
■飯山線
森宮野原駅 - 足滝駅 - 越後田中駅